# جابجایی شناختی
جابجایی شناختی فرایند ذهنی هدایت آگاهانه توجه فرد از تمرکز روی یک چیز به چیزی دیگر است است. در مقابل، اگر این فرایند ناخودآگاه اتفاق افتاده باشد، از آن به عنوان تغییر کار یاد می‌شود. هر دوی این موارد شکلی از انعطاف‌پذیری شناختی هستند.
در چارچوب کلی شناخت درمانی و مدیریت آگاهی، جابجایی شناختی به انتخاب آگاهانه برای مسئولیت پذیری از عادات ذهنی فرد اشاره دارد - و تمرکز توجه فرد را به جهات مفید و موفق تر هدایت می‌کند. در کاربرد خاص این اصطلاح در روش آگاهی شرکتی، جابجایی شناختی یک تکنیک عملکرد گرا برای تمرکز مجدد توجه در جهات هشدار، ابتکاری، کاریزماتیک و همدلی است.

## ریشه‌هایی در شناخت درمانی
در شناخت درمانی، همان‌طور که توسط بنیانگذار آن Aaron T. Beck و دیگران توسعه داده شده‌است، به شخص آموخته می‌شود که تمرکز شناختی خود را از یک فکر یا تثبیت ذهنی به یک تمرکز واقع بینانه‌تر تغییر دهد - منشأ توصیفی اصطلاح «جابجایی شناختی». در ACT درمانی «موج سوم» که توسط استیون سی هیز و همکارانش در جنبش درمان پذیرش و تعهد آموزش داده شده‌است، جابجایی شناختی نه تنها برای تغییر از افکار منفی به افکار مثبت بلکه برای تغییر به حالت آرامش ذهنی نیز به کار می‌رود. جابجایی شناختی همین‌طور بسیار در روشهای مراقبه سلامت، محققان پزشکی و کاهش استرس مانند Jon Kabat-Zinn در دانشکده پزشکی دانشگاه ماساچوست استفاده می‌شود.
جابجایی شناختی به ویژه در غرب آمریکا و اخیراً در بحث دربارهٔ روش مدیریت ذهن، به یک اصطلاح رایج در بین درمانگران تبدیل شده‌است. اخیراً این اصطلاح، همان‌طور که در بالا ذکر شد، به‌طور منظم در مجلات پزشکی و روانپزشکی و غیره منتشر می‌شود.

## نمونه‌هایی از کاربرد
در تحقیق: این اصطلاح در تحقیقات روانپزشکی نسبتاً رایج شده‌است که به روش زیر استفاده می‌شود: "یافته‌های عصب روانشناختی در وسواس فکری عملی (OCD) از نظر کاهش توانایی جابجایی شناختی در نتیجه سطح پایین فعالیت بازدارندگی پیشانی توضیح داده شده‌است. "